# Kialonda Gaspar
Esmevânio Kialonda Gaspar (Dundo, 27 de setembro de 1997) é um futebolista angolano que atua como zagueiro. Atualmente defende o Lecce e a Seleção Angolana. 

## Carreira
Gaspar estreou profissionalmente aos 20 anos, no Sagrada Esperança. Em 4 temporadas, foram 75 partidas disputadas (58 pelo Girabola) e 4 gols marcados, sagrando-se campeão nacional em 2020–21, além de ter conquistado uma SuperTaça de Angola.
Em agosto de 2022, o zagueiro foi contratado pelo Estrela da Amadora, ajudando o clube a conquistar o acesso à Primeira Liga de 2023–24. Em julho de 2023, teve seu contrato renovado.

## Seleção Angolana
Pela Seleção Angolana, Gaspar disputou seu primeiro jogo em novembro de 2020, num amistoso contra a República Democrática do Congo, pelas eliminatórias da Copa Africana de 2021. Seu primeiro gol pelos Palancas Negras foi na vitória por 2 a 1 sobre a República Centro-Africana, em junho de 2022, sendo convocado posteriormente para a CAN 2023 (sediada na Costa do Marfim) juntamente com o volante Manuel Keliano, seu companheiro de equipe no Estrela da Amadora.

## Títulos
Sagrada Esperança
- Girabola: 2020–21[6]
- SuperTaça de Angola: 2021[7]

### Individuais
- Time do Ano da Segunda Liga: 2022–23[8]